# Krombia belutschistanalis
Krombia belutschistanalis är en fjärilsart som beskrevs av Hans Georg Amsel 1961. Krombia belutschistanalis ingår i släktet Krombia och familjen Crambidae. Inga underarter finns listade i Catalogue of Life.